# 近藤蔵波
近藤 蔵波（こんどう くらば、2002年7月6日 - ）は、徳島県出身のサッカー選手。ポジションはMF。

## 来歴
田宮ビクトリーサッカー少年団からセレッソ大阪U-15に加入し、U-18に昇格。2019年9月12日に二種登録選手として登録され、同年10月27日に行われたJ3リーグ・ガンバ大阪U-23戦で西本雅崇に代わって途中出場し選手初出場。翌年も7月17日に二種登録され、2020年9月27日の横浜スポーツ&カルチャークラブ戦で選手初得点を記録した。
2021年1月20日にアルビレックス新潟シンガポールへの加入が発表された。
2022年1月5日、バレスティア・カルサFCへの完全移籍が発表された。
2023年2月27日、地元のFC徳島への完全移籍が発表された。

## 所属クラブ
- 田宮ビクトリーサッカー少年団（徳島市千松小学校[9]）
- 2015年 - 2017年 セレッソ大阪U-15
- 2018年 - 2020年 セレッソ大阪U-18（興國高等学校）
  - 2019年 - 2020年  セレッソ大阪（2種登録選手）
- 2021年  アルビレックス新潟シンガポール
- 2022年  バレスティア・カルサFC
- 2023年 -  FC徳島

## 代表歴
U-16代表としてAFC U-16選手権2018に出場し優勝したが、怪我の影響もあり2019 FIFA U-17ワールドカップのメンバーからは外れた。

## 個人成績
2021年1月1日現在
| 国内大会個人成績 | 国内大会個人成績 | 国内大会個人成績 | 国内大会個人成績 | 国内大会個人成績 | 国内大会個人成績 | 国内大会個人成績 | 国内大会個人成績 | 国内大会個人成績 | 国内大会個人成績 | 国内大会個人成績 | 国内大会個人成績 |
| 年度             | クラブ           | 背番号           | リーグ           | リーグ戦         | リーグ戦         | リーグ杯         | リーグ杯         | オープン杯       | オープン杯       | 期間通算         | 期間通算         |
| 年度             | クラブ           | 背番号           | リーグ           | 出場             | 得点             | 出場             | 得点             | 出場             | 得点             | 出場             | 得点             |
| 日本             | 日本             | 日本             | 日本             | リーグ戦         | リーグ戦         | リーグ杯         | リーグ杯         | 天皇杯           | 天皇杯           | 期間通算         | 期間通算         |
| ---------------- | ---------------- | ---------------- | ---------------- | ---------------- | ---------------- | ---------------- | ---------------- | ---------------- | ---------------- | ---------------- | ---------------- |
| 2019             | C大阪U-23        | 53               | J3               | 4                | 0                | -                | -                | -                | -                | 4                | 0                |
| 2020             | C大阪U-23        | 54               | J3               | 7                | 1                | -                | -                | -                | -                | 7                | 1                |
| シンガポール     | シンガポール     | シンガポール     | シンガポール     | リーグ戦         | リーグ戦         | リーグ杯         | リーグ杯         | シンガポール杯   | シンガポール杯   | 期間通算         | 期間通算         |
| 2021             | 新潟S            | 32               | プレミア         | 16               | 8                | -                | -                | -                | -                | 16               | 8                |
| 通算             | 日本             | 日本             | J3               | 11               | 1                | -                | -                | -                | -                | 11               | 1                |
| 通算             | シンガポール     | シンガポール     | プレミア         | 16               | 8                | -                | -                | -                | -                | 16               | 8                |
| 総通算           | 総通算           | 総通算           | 総通算           | 27               | 9                | -                | -                | -                | -                | 27               | 9                |